# Droga krajowa B63 (Austria)
Droga krajowa B63 (Steinamangerer Straße) – droga krajowa we wschodniej Austrii. Arteria zaczyna się na skrzyżowaniu z B54 w rejonie miasteczka Pinggau. Trasa prowadzi dalej w kierunku wschodnim przez Oberwart do dawnego przejścia granicznego z Węgrami. Kontynuacją B63 jest węgierska droga nr 89.

## Odgałęzienie B63a
Droga krajowa B63a (Oberwarter Straße) – krótka droga stanowiąca połączenie B50 z B63. Arteria biegnie kilka kilometrów na południe od miasta Oberwart i skraca drogę z Hartbergu na Węgry. Droga ma ok. 5 km długości.